# Axel Robert Gotthard Nyrén
Axel Robert Gotthard Nyrén, född i Örebro 1864, död i Stockholm 1944, var en svensk jurist. Han blev häradshövding i Ångermanlands västra domsaga 1911. 1915 blev han vice krigsdomare och 1923 krigsdomare.